# La maldición de la Llorona
La maldición de la Llorona es una película de terror sobrenatural de 1963, dirigida por Rafael Baledón, a partir de un guion que escribió con Fernando Galiana. Está protagonizada por Rosita Arenas, Abel Salazar y Rita Macedo.
La película trata de Amelia y Jaime, una pareja de casados que viajan a una antigua casa de campo propiedad de su tía Amelia Selma, que practica magia negra. Selma trata de usar su sobrina con el fin de resucitar a la Llorona (la mujer que llora), un espectro antiguo.

## Reparto
- Rosita Arenas como Amelia
- Abel Salazar como Jaime
- Rita Macedo como Selma
- Carlos López Moctezuma como Juan
- Enrique Lucero como Dr. Daniel Jaramillo
- Mario Sevilla como Capitán
- Julissa del Llano como Pasajera
- Roy Fletcher como Asistente capitán
- Arturo Corona como Sergio (pasajero)
- Armando Acosta como Pasajero burlista
- Victorio Blanco como Campesino viejo
- Beatriz Bustamante como La bruja